# صندوق البنية التحتية الوطني
صندوق البنية التحتية الوطني أحد الصناديق والبنوك التنموية في السعودية، التابع لصندوق التنمية الوطني. ويعد واحداً من مؤسسات الإقراض المتخصصة الحكومية في المملكة، وسيسهم بشكل كبير في دعم مشاريع البنية التحتية في القطاعات الحيوية كالنقل والمياه والطاقة والصحة والتعليم والاتصالات والبنية التحتية الرقمية وغيرها مما سينعكس إيجاباً على تنمية الاقتصاد الوطني ويعزز من جودة حياة الفرد والمجتمع.

## التأسيس
صدرت موافقة مجلس الوزراء على تأسيس صندوق البنية التحتية الوطني كأحد الصناديق والبنوك التنموية التابعة لصندوق التنمية الوطني. وسيسهم الصندوق في تحقيق مستهدفات رؤية المملكة 2030 من خلال تعزيز تنمية مشاريع البنية التحتية في المملكة وتمكين مشاركة القطاع الخاص من الاستثمار بها، وذلك من خلال تقديم حلول تمويلية مبتكرة تسهم بتعزيز جاذبية الفرص الاستثمارية لهذه المشاريع.
يعتزم الصندوق دعم مشروعات بقيمة إجمالية تصل إلى 200 مليار ريال (53 مليار دولار) على مدى العشر سنوات المقبلة، مما سيسهم في تنمية الناتج المحلي الإجمالي وتوفير فرص للعمل، كما يهدف الصندوق للإسهام في تطوير القطاع المالي عبر إيجاد حلول بديلة لتمويل مشروعات البنية التحتية وتشجيع القطاع الخاص للاستثمار بهذه المشروعات. وسيكون للصندوق دور تكاملي مع المركز الوطني للتخصيص من خلال تمويل مشروعات البنية التحتية التي سيتم تخصيصها أو طرحها عبر الشراكة بين القطاعين العام والخاص.